# Christina Crawford
Christina Crawford (11 de junio de 1939) es una autora y actriz estadounidense, conocida por sus memorias publicadas en 1978, Mommie Dearest, un relato de su crianza con su madre adoptiva, la estrella de Hollywood Joan Crawford.

## Educación y primeros años
Christina Crawford nació en Los Ángeles, California, en 1939 de una adolescente soltera. Originalmente, su nombre habría sido Joan Crawford Jr., puesto por su madre adoptiva; sin embargo, al poco tiempo su nombre es cambiado por el de Christina. Según su entrevista personal con Larry King, su padre estaba casado con otra mujer y presuntamente formaba parte de la Marina. Crawford fue adoptada irregularmente en Nevada porque los servicios sociales negaron formalmente a Joan una adopción por ser una candidata no apta en la California de 1940. Christina mantiene que Joan no tuvo una relación positiva ni con sus propios madre y hermano, lo que contribuyó en la decisión de los servicios sociales así como sus varios divorcios.
Crawford fue una de los cinco niños adoptados por Joan. Sus hermanos eran Christopher (cuyo nombre original fue Philip Terry Jr.; 1942–2006), adoptado en 1943, y las gemelas Catherine (Cathy, 1947-2020) y Cynthia (Cindy, 1947–2007) — adoptadas en 1947. Otro niño, también llamado Christopher, fue adoptado en 1941 pero fue reclamado y recuperado por su madre biológica. Durante el episodio 2008 de la serie de la PBS Antiques Roadshow emitido por primera vez el 23 de febrero de 2019, se evaluó un archivo "Joan Crawford". El dueño de los elementos declaró que era nieto de una señora que estuvo empleada por Joan Crawford y había servido como niñera. Los artículos incluían un conjunto de instrucciones que fueron descritas como escritas por Joan Crawford, y que instruían a la niñera para "atar" a uno de los niños (Christopher) a su trona durante el horario de mañana de los niños.
Crawford ha declarado que su niñez se vio afectada por el alcoholismo de su madre adoptiva. A los diez años, Crawford fue enviada a la escuela Chadwick en Palos Verdes, California, a la que asistían muchos otros hijos de estrellas de Hollywood. Aun así, su madre la envió de Chadwick a graduarse en la Flintridge Sacred Heart Academy en La Cañada (ahora la ciudad de La Cañada Flintridge), California, y que redujo el contacto con el exterior de Crawford hasta su graduación. Después de graduarse en Flintridge, se mudó de California a Pittsburgh para asistir a la Carnegie Mellon School of Drama y luego a Nueva York, donde estudió en la Neighborhood Playhouse en Manhattan. Después de siete años, obtuvo una licenciatura en Artes de la UCLA. Después de catorce años como actriz, Crawford regresó a la universidad, graduándose magna cum laude en la UCLA y recibiendo el grado de maestría de la Annenberg School of Comunication en USC. Luego trabajó en comunicaciones corporativas en la sede de Los Ángeles de la Getty Oil Company.

## Vida personal
Crawford conoció a Harvey Medlinsky, un director y director de escena de Broadway, mientras aparecía en la representación de la Chicago National Company de Descalzos en el parque. Estuvieron casados brevemente. Conoció a su segundo marido, el productor comercial David Koontz, mientras trabajaba en un anuncio automovilístico. No tuvo hijos.

## Carrera
Crawford apareció en obras de teatro de verano, incluyendo una producción de Esplendor en la hierba. También actuó en varias producciones del Off Broadway, incluyendo In Color on Sundays (1958). También apareció en At Chrismastime (1959) y Dark of the Moon (1959) en el Fred Miller Theater en Milwaukee, y The Moon is Blue (1960).
En 1960, Crawford aceptó un papel en la película Force of Impulse, que fue estrenada en 1961. También en 1961, Crawford apareció en un pequeño papel en Wild in the Country, una película protagonizada por Elvis Presley. Ese año, fue invitada especial en el programa de entrevistas a famosos de Dean Miller en la NBC Here's Hollywood, promocionando estas películas. En 1962, apareció en la obra teatral The Complaisant Lover. Actuó en la polémica obra de Ben Hecht Winkelberg. El mismo año, actuó en el drama judicial de la CBS  The Verdict is Yours. En octubre de 1965, actuó en la obra de Neil Simon Descalzos en el parque, con Myrna Loy, una amiga de su madre. También tuvo un papel en Faces, una película de 1968 dirigida por John Cassavetes y protagonizada por John Marley y Gena Rowlands.
Crawford interpretó a Joan Borman Kane en la telenovela The Secret Storm en Nueva York de 1968 a 1969. Mientras Crawford se encontraba en el hospital recuperándose de una operación de emergencia en octubre de 1968, Joan, entonces con sesenta años, solicitó el papel de veinticuatro años. Lo hizo sin mencionarlo a su hija, y bajo el pretexto de "desempeñar el papel" para Crawford de modo que no fuera retirado durante su ausencia; apareció en cuatro episodios. Los espectadores aumentaron un 40% durante este tiempo de sustitución, y Crawford, ya sintiéndose traicionada, también se sintió avergonzada porque su madre según parece actuó ebria. Finalmente se fue de la serie, Crawford creía que la interferencia de su madre había contribuido a su salida. Los productores, sin embargo, reclamaron que el personaje y su historia sencillamente habían seguido su curso.
Crawford también hizo apariciones en otras series de televisión, incluyendo Centro Médico, Marcus Welby, M.D., Matt Lincoln, Ironside y The Sixth Sense.

### Carrera posterior
Después de la muerte de Joan Crawford en 1977, Crawford y su hermano, Christopher, descubrieron que su madre los había desheredado de su patrimonio de dos millones de dólares, citando en el testamento "razones que son bien conocidas por ellos." En noviembre de 1977, Crawford y su hermano demandaron para invalidar el testamento de su madre, que firmó el 18 de octubre de 1976. Cathy LaLonde, otra hija de Crawford, y su marido, Jerome, fueron acusados en la denuncia de que "se aprovecharon deliberadamente de la reclusión y la condición mental y física debilitada y distorsionada de la difunta, para ganarse el favor de Joan." Se llegó a un acuerdo judicial el 13 de julio de 1979, otorgando a Crawford y Christopher cincuenta y cinco mil dólares del patrimonio de su madre.
En 1978, Crawford  publicó el libro Mommie Dearest desatando una gran polémica. En él acusa a su madre de ser un fraude, narcisista, cruel, violenta, negligente y engañosa que adoptó a sus niños solo por su riqueza y fama después de haber sido etiquetada como "veneno para la taquilla". Contribuyó al debate sobre el abuso infantil, que entonces solo empezaba a ser ampliamente reconocido como un problema. En 1981, una adaptación cinematográfica del libro fue estrenada, protagonizada por Faye Dunaway como Joan Crawford, Mara Hobel (Mara Boyd) como Christina niña y Diana Scarwid como Christina Crawford adulta. La película, aunque fuertemente criticada, recaudó más de 39 millones de dólares en todo el mundo con un presupuesto de 5 millones y ganó cinco Golden Raspberry Awards. Crawford publicó otros cinco libros, incluyendo Survivor. Durante siete años, fue miembro de la Agencia y Consejo de Los Ángeles contra el abuso y maltrato infantil, haciendo campaña para la reforma de las leyes sobre abuso infantil y tráfico de niños.
Después de un derrame cerebral casi mortal en 1981, pasó cinco años en rehabilitación antes de mudarse al Noroeste. Dirigió un bed and breakfast llamado Seven Springs Farm en Tensed, Idaho, entre 1994 y 1999. Formó el Seven Springs Press en 1998 para publicar la edición especial vigésimo aniversario de Mommie Dearest en edición de bolsillo del original manuscrito e incluyó material omitido de la primera impresión sobre los años después de su graduación del instituto.
En 2000, Crawford empezó trabajar como animadora cultural en el Coeur d'Alene Casino en Idaho, donde trabajó hasta 2007. Después escribió y produjo una serie de televisión regional galardonada, Northwest Entertainment. El 22 de noviembre de 2009, fue nombrada comisionada del condado de Benewah, Idaho, por el gobernador Butch Otter, pero perdió su candidatura electoral en noviembre de 2010. En 2011, Crawford fundó la organización sin ánimo de lucro Benewah Human Rights Coalition y sirvió como la primera presidenta de la organización. En 2013, hizo un documental, Surviving Mommie Dearest.
El 21 de noviembre de 2017, las ediciones en libro electrónico de Mommie Dearest, Survivor, y Daughters of the Inquisition fueron publicadas por Open Road Integrated Media. Actualmente está trabajando con el compositor David Nehls en una adaptación musical de Mommie Dearest, para ser producido en teatro regional y en Broadway y escribiendo el tercer libro de su trilogía de memorias, tras Mommie Dearest y Survivor.

## Filmografía
- Wild in the Country (1961) como Monica George
- Force of Impulse (1961) como Ann
- Faces (1968) como la mujer que esparce monedas sobre la barra
- La Tormenta Secreta (1968–69, serie de televisión) como Joan Borman Kane
- Matt Lincoln (1970, serie de televisión) - Episodio: "Sheila"
- Centro médico (1970, serie de televisión) como doctora Myles - Episodio: "Grito de Silencio"
- Marcus Welby, M.D. (1971, serie de televisión) como Hermana Mary Eileen Kirkpatrick - Episodio: "Elegy for a Mad Dog"
- Ironside (1971, serie de televisión) como Edie Stockton - Episodio: "Lección en Terror"
- El Sexto Sentido (1972, serie de televisión) como Betty Blake - Episodio: "No Pertenezco al Mundo Humano"

## Libros
- Mommie Dearest (1978) ISBN 0-9663369-0-9
- Black Widow: A Novel (1981)
- Survivor (1988)
- No Safe Place: The Legacy of Family Violence (1994)
- Daughters of The Inquisition: Medieval Madness: Origin and Aftermath (2003)
- Mommie Dearest: Edición Especial (2017) ebook
- Survivor (2017) ebook
- Daughters of the Inquisition: Medieval Madness: Origin and Aftermath (2017) ebook